# Thrombus
Thrombus é um gênero de esponja marinha da família Thrombidae.

## Espécies
- Thrombus abyssi (Carter, 1873)
- Thrombus challengeri Sollas, 1886
- Thrombus jancai Lehnert, 1998
- Thrombus kittoni (Carter, 1874)
- Thrombus ornatus Sollas, 1888